# Гудескальк (дукс Кампании)
Гудескальк (Годескальк; лат. Gudescalcus или Godescalcus; умер не ранее 600 года) — византийский дукс Кампании (упоминается в 599 или 600 году).

## Биография
Гудескальк известен только из одного современного ему исторического источника: письма папы римского Григория I Великого.
О происхождении Гудескалька сведений не сохранилось. Ономастические исследования позволяют предполагать, что он был германцем: возможно, лангобардом.
Ничего не известно и о ранних годах жизни Гудескалька. Единственное свидетельство о нём относится к периоду от ноября 599 года до февраля 600 года, когда он уже занимал должность дукса Кампании (лат. Gudescalco duci Campaniae). Резиденция этого наместника византийского императора Маврикия в Южной Италии находилась в Неаполе, а власть распространялась на земли от Палермо до Террачины. Гудескальку было адресовано письмо Григория I Великого, в котором папа римский просил византийского военачальника положить конец разграблению монастыря Святого Архангела, который ранее для военных нужд был отнят у его прежнего владельца, епископа Неаполя Фортуната II. В том же послании дуксу Кампании ставилось в вину отступление ополчения (лат. milites) в войне против лангобардов.
Ни обстоятельства, ни дата получения Гудескальком должности дукса Кампании не известны. Григорий I Великий в 590-е годы несколько раз обращался к знати и духовенству Неаполя с посланиями. В них упоминаются несколько лиц, занимавших в то время гражданские и военные должности в этом регионе Византии, в том числе, «глава народа Неаполя» (лат. maioris populi Neapolitani) Феодор и занимавший должность до мая или июня 599 год военный магистр Маврентий. Предполагается, что Гудескальк мог стать дуксом Кампании вскоре после последнего свидетельства о Маврентии. Возможно, Гудескальк утратил свою должность вскоре после восшествия на византийский престол в 602 году императора Фоки, так как в декабре 603 года новым правителем Неаполя уже был дукс Гудуин. О дальнейшей судьбе Гудескалька сведений не сохранилось.